# معركة يينا-أورشتت

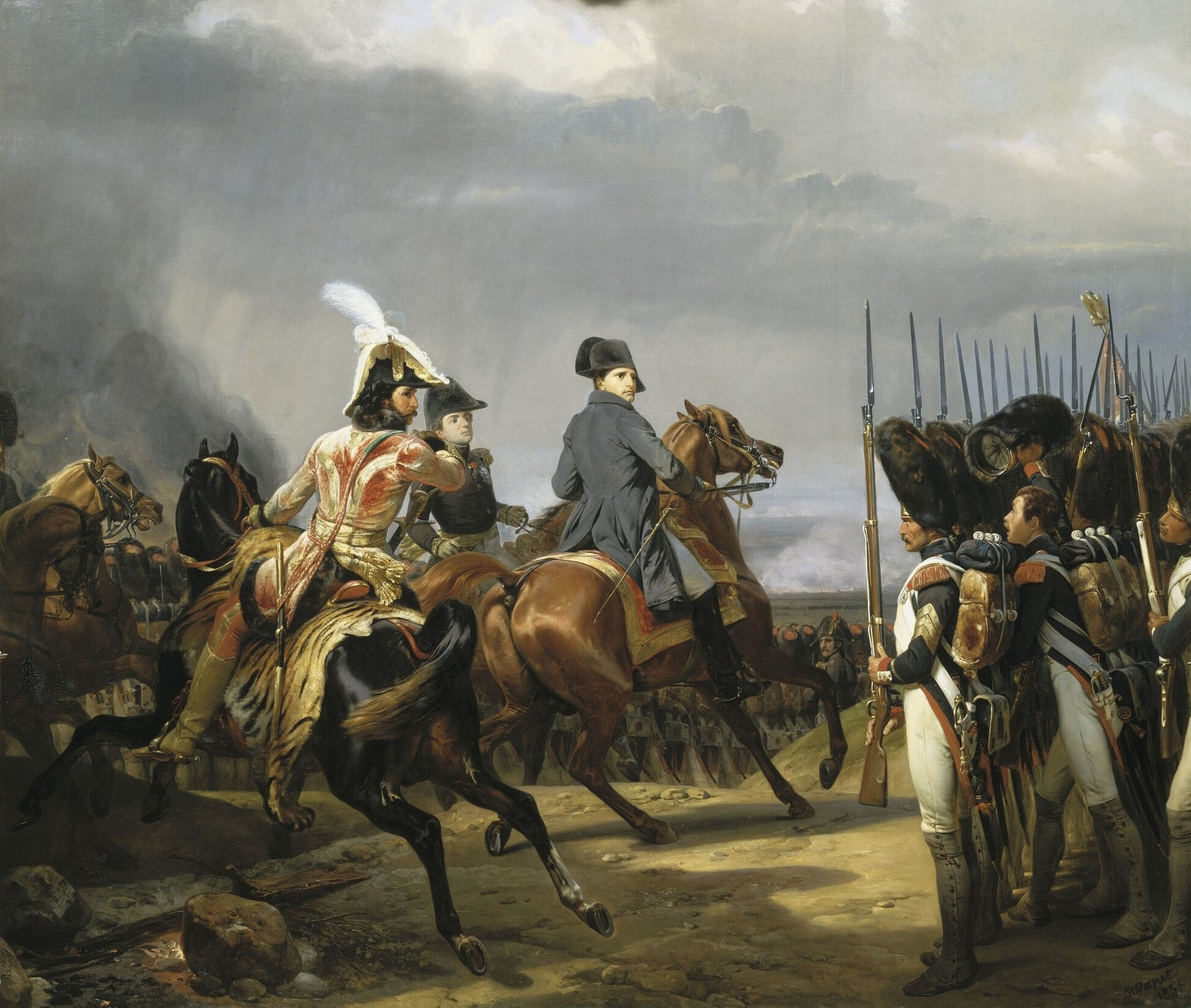
تفقد نابليون للحرس الإمبراطوري، بريشة هوراس فيرنيه، 1836.

 يينا-أويرشتيد جرت معركة بين يينا وأويرستيدت (الاسم القديم:أويرستادت) في 14 أكتوبر 1806 على الهضبة الواقعة غرب نهر زاله في الأراضي التي يطلق عليها ألمانيا اليوم، بين قوات نابليون الأول ملك فرنسا وفردريك وليام الثالث ملك بروسيا. الهزيمة الحاسمة التي عانى منها الجيش البروسي أخضعت مملكة بروسيا للإمبراطورية الفرنسية حتى تم تشكيل الائتلاف السادس في عام 1812. 